# تل الملاط
تل الملاط، يتم نعته باللغة العبرية تل تنينيم (بالعبرية: תל תנינים‏) والتي تعني تل التماسيح.  هو تل أثري قديم يقع على شاطئ البحر الأبيض المتوسط، بالقرب من مصب وادي الزرقاء، قرب البلدة العربية جسر الزرقاء في إسرائيل.

## الأسماء

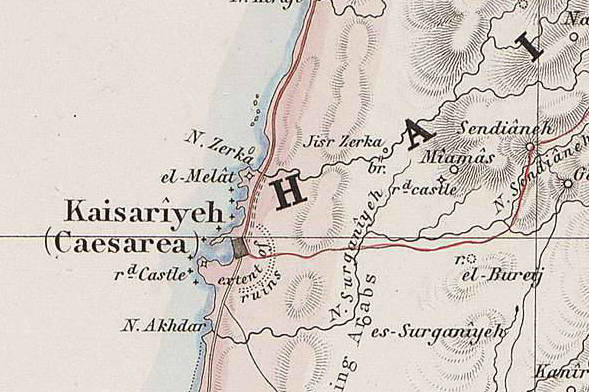
تل الملاط، شمال قيسارية مباشرة، في خريطة فان دي فيلد لفلسطين لعام 1858.

تعود الأسماء العبرية الحديثة للتل والنهر إلى تماسيح النيل التي كانت حتى بداية القرن العشرين تعيش في النهر ومستنقعات كبارة المجاورة التي تعتبر جافة حاليًا. تنين (مفرد) وتنينيم (جمع) تعني تمساح باللغة العبرية. كان الاسم اليوناني للبلدة الهلنستية هو كروكوديلون بوليس؛ وتعني «مدينة التماسيح» (سترابو وبلينيوس)،  كما تم تهجئة الاسم كروكوديلوبوليس  أو كروكودايلوبوليس.
الاسم الآرامي، مجدال مالحة، وهو اسم الذي استعمل خلال الفترة البيزنطية، وكذلك الاسم الصليبي توريس ساليناروم (Turris Salinarum)، ترجمة كل من هذين الإسمين يعني «برج الملح»،  وهو اسم يتطابق مع الاسم العربي الآخر، برج المالح،  كل هذه الأسامي التي تعني «الملح» أو «مالح» تشير إلى أعمال إنتاج ملح البحر، أو إلى أعمال إنتاج الأسماك المملحة التي أقيمت هناك.

## تاريخ
تشير المسوحات الأثرية إلى أنه تم إستيطان التل من الفترة الفارسية إلى الفترة الصليبية، مع وجود فجوة تاريخية خلال الفترة الرومانية بأكملها، وإستيطان متقطع بعد الفترة الأموية حتى إعادة التوطين والإستيطان مع العهد الصليبي. أول مؤلفين ذكرا الإستيطان الذي أقيم هناك هما اليوناني سترابو (63/64 قبل الميلاد - 24 م) والروماني بلينيوس الأكبر (23/24 - 79 م)، وكلاهما كتبا بخصوص ذلك خلال الفترة الرومانية.

### الفترة الفارسية إلى الفترة الأموية
يعود تاريخ فترة الإستيطان الأولى إلى الفترة الفارسية (475-332 قبل الميلاد)، عندما أعطى الإمبراطور الأخمينيالجزء الشمالي من الساحل الفلسطيني لملك صيدا، مقطع فينيقي تابع  مع تواجد بحري قوي. يعتبر الفخار الفينيقي أقدم ما تم العثور عليه في الموقع، مما يثبت أن الفينيقيين هم من أنشأوا المستوطنة، لكن الاسم الذي استخدموه للموقع غير معروف. استمر تواجد المدينة بعد غزو الإسكندر الأكبر طوال الفترة الهلنستية، عندما كانت تُعرف باسم كروكوديلون بوليس، لكن لم يتواجد أي إشارة إلى إستيطان المنطقة عند حوالي عام 100 قبل الميلاد.
يكتب سترابو في كتابه جيوجرافيكا Geographica (الذي نُشر حوالي 7 قبل الميلاد - 23 م) أنه في عصره كان كل ما تبقى من المدينة هو اسمها، مشيرا بأنها لم تستوطن في تلك الفترة. يمر طريق، وهو طريق تم بناءه خلال الفترة الرومانية، بالقرب من بقايا المدينة القديمة.  بقايا الجسر الروماني الذي عبر الجدول كانت لا تزال موجودة ومرئية في القرن التاسع عشر.
عثرت الحفريات الأثرية على بقايا قليلة وهزيلة لكنيسة بيزنطية قديمة كانت جدرانها الأساسية بمثابة قاعدة للمباني البيزنطية والإسلامية والصليبية التي بنيت في الفترات والحقبات اللاحقة. يذكر التلمود اليروشلمي المستوطنة التي سميت بالإسم الآرامي ميجدال مالحا (ديماي 2: 1، 22 ج)، وهو اسم معناه «برج الملح»، تم حفظ هذا الاسم حتى الفترة الصليبية، حيث سمي الموقع بالإسم اللاتيني توريس ساليناروم (باللاتينية: Turris Salinarum). في الفترة البيزنطية، كان هذا الموقع هو أقصى شمال منطقة بلدية قيسارية، عاصمة المقاطعة. تم اكتشاف بقايا كبيرة من العصر البيزنطي المتأخر، بما في ذلك برك لتربية أسماك المياه العذبة بالقرب من قناة تل الملاط، وبرك لأسماك المياه المالحة بالقرب من الشاطئ. تم بناء القناة وبرك الأسماك في القرن الرابع واستمر إستعمالها حتى نهاية القرن السابع، في العصر الأموي.
يبدو أن الغزو الساساني عام 614، الذي تلاه الفتح الإسلامي (635-40)، أدى إلى تدهور الإستيطان البيزنطي. استمر الموقع كقرية متضائلة بالحجم حتى أواخر القرن السابع أو أوائل القرن الثامن، وبعد ذلك تم التخلي عنه، بإستثناء تواجد غير مستمر للصوص الحجارة من منتصف القرن الثامن حتى القرن الثاني عشر. أحد البحوثات الأخيرة تشير إلى إمكانية أن التدمير النهائي للمستوطنة البيزنطية -الأموية كان بسبب زلزال 749. على الرغم من المزايا الإيجابية للمنطقة هنالك من حيث الطبيعية واإستراتيجية الموقع، لم يتم إعادة الإستيطان هناك إلا عند حلول القرن الثاني عشر فقط.

### الفترة الصليبية
تشمل البقايا الأثرية الموجودة في التل من الفترة الصليبية برجًا صغيرًا،  وبركة وقناة - البقايا الوحيدة من القلعة الصليبية توريس ساليناروم، («برج المالح») باللغة العربية.  يفترض الباحثون أن الموقع استُخدم لإنتاج الملح، وأطلقوا الاسم هذا بناءا على ذلك على القلعة الصليبية أيضا. أصبح الموقع مهجورًا مرة أخرى خلال أواخر العصور الوسطى. 
تبرع هيو جرينير، لورد قيصرية، بالبرج والتل المتواجد لفرسان الإسبتارية، وفي عام 1182 تم تأكيد الهدية من قبل ابنه. دمر بيبرس الموقع عام 1265.

### الفترة العثمانية المتأخرة

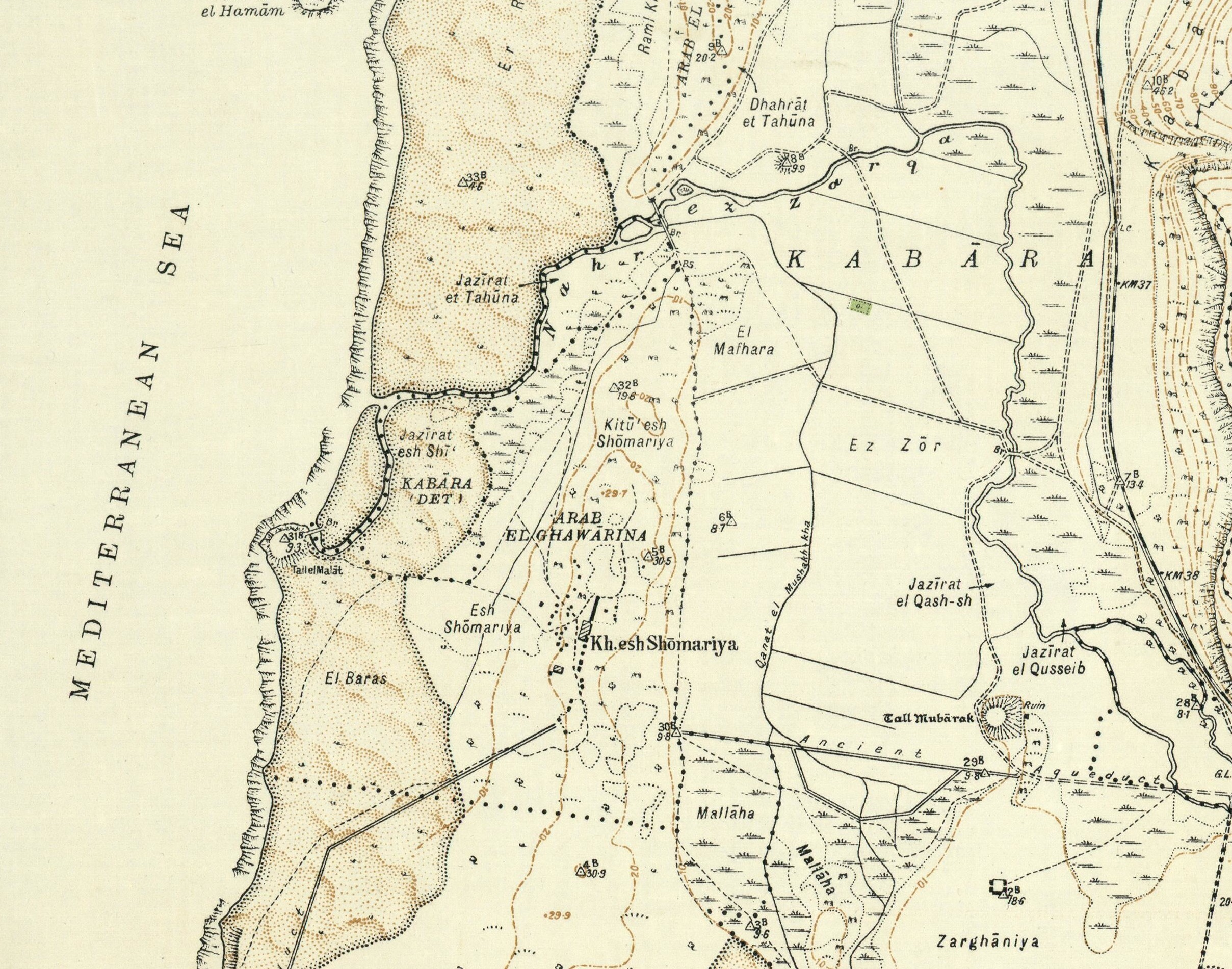
"تل الملاط" في مسح فلسطين

في عام 1834، أثناء حكم محمد علي المصري على المنطقة، تأسست قرية عربية، جسر الزرقاء، قرب محيط التل. بعد حوالي ستة عقود من الزمن، في عام 1898، قامت السلطات العثمانية ببناء جسر جديد مكان الجسر الروماني المدمر فوق نهر التماسيح (نهر وادي الزرقاء) بالقرب من التل، وكان ذلك جزء من الإستعدادات التي أقيمت قبيل زيارة الإمبراطور الألماني فيلهلم الثاني، الذي طلب المرور مع قافلته من حيفا إلى القدس على طول الساحل، بدلاً من استخدام الطريق الداخلي. في عام 2020، أعيد بناء الجسر العثماني، الذي كان قد إنهار في هذه الأثناء، إلى شكله وبنيته الأولية مع الحرص الشديد جدا لإعادة بناءه بشكل دقيق للغاية.

## الإنكشاف والضرر
كانت تل تنين هدفاً للنهب في سنوات التسعينيات، وتضرر مرة أخرى خلال في ديسمبر عام 2010 بسبب عاصفة شتوية شديدة. تتعرض البقايا الأثرية في الجزء الشمالي من التل تتعرض لعوامل بسبب البحر التي تؤدي لخرابها وبليتها، هذا الأمر يثبت أن تدابير الحماية والحفظ تعتبر ضرورية. تم بناء سهل فيضان على الجانب الشمالي من الجسر العثماني المرمم لحماية التل من ارتفاع منسوب المياه في نهر وادي الزرقاء.

## البحث الأثري

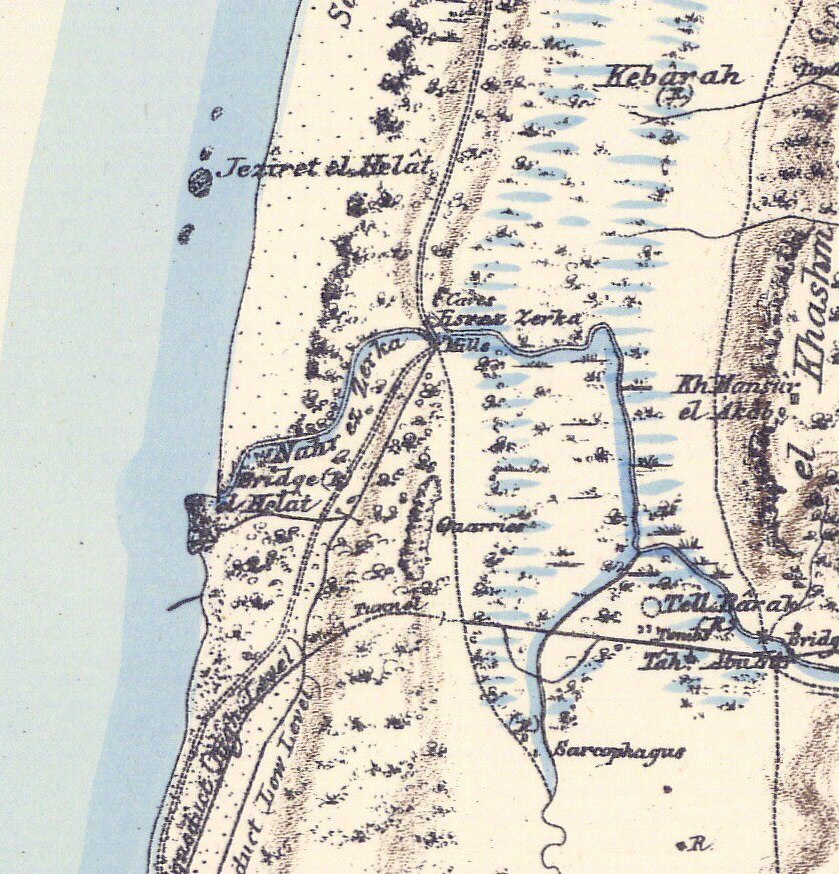
ملاط وزرقاء في مسح جغرافيا فلسطين (لاحظ الخطأ المطبوع Helat - بدلا من ملاط)

تم فحص المنطقة، التي كانت تعرف آنذاك باسم ملاط، كجزء من مسح جغرافيا فلسطين-غرب (1870). لم يتم إجراء أي مسح أثري حديث للتل حتى عام 1975.  في عام 2004، تم إجراء مسوحات أثرية إضافية في الموقع. 
في عام 1979، تم إجراء حفريات ترميمية على طول الحافة الغربية المتآكلة للتل والتي كشفت عن بقايا أثرية بيزنطية مهمة.
في الفترة التي بين عامي 1996-1999، جرت عمليات تنقيب منظمة في تل ملاط، بقيادة روبرت ر. ستيغليتز من جامعة روتجرز، نيوآرك.

## الوصول للتل
في الوقت الحاضر، يمكن وصول التل وزيارته عن طريق قرية جسر الزرقاء. 

## روابط خارجية
- ملفات على تل الملاط (1922-45) من دائرة الآثار، الانتداب على فلسطين، الآن في الأرشيف العلمي لسلطة الآثار الإسرائيلية 1919-1948